# Mistrzostwa Hiszpanii w szachach
Mistrzostwa Hiszpanii w szachach – turniej szachowy, mający na celu wyłonienie najlepszego szachisty w Hiszpanii. W latach 1902–1927 rozegrano cztery nieoficjalne turnieje, w których zwyciężył Manuel Golmayo Torriente, on też został w 1928 r. pierwszym oficjalnym mistrzem Hiszpanii. Od 1942 r. mistrzostwa odbywają się corocznie. Turniej kobiet rozegrany został po raz pierwszy w 1950 r., przez kolejne 20 lat odbywał się on w odstępie dwuletnim, a od 1971 r. – każdego roku.

## Medaliści
| Rok  | Miasto                     | Mężczyźni                                                                                    | Miasto                | Kobiety                                                                          |
| ---- | -------------------------- | -------------------------------------------------------------------------------------------- | --------------------- | -------------------------------------------------------------------------------- |
| 1928 | Madryt                     | Manuel Golmayo Torriente                                                                     |                       |                                                                                  |
| 1929 | Barcelona                  | Ramón Rey Ardid                                                                              |                       |                                                                                  |
| 1930 | Barcelona                  | Ramón Rey Ardid                                                                              |                       |                                                                                  |
| 1932 | Walencja                   | Ramón Rey Ardid                                                                              |                       |                                                                                  |
| 1933 | Walencja                   | Ramón Rey Ardid                                                                              |                       |                                                                                  |
| 1935 | Saragossa                  | Ramón Rey Ardid                                                                              |                       |                                                                                  |
| 1942 | Barcelona                  | Ramón Rey Ardid                                                                              |                       |                                                                                  |
| 1943 | Madryt                     | José Sanz Aguado                                                                             |                       |                                                                                  |
| 1944 | Madryt                     | Antonio Medina García                                                                        |                       |                                                                                  |
| 1945 | Bilbao                     | Antonio Medina García                                                                        |                       |                                                                                  |
| 1946 | Santander                  | Arturo Pomar Salamanca                                                                       |                       |                                                                                  |
| 1947 | Walencja                   | Antonio Medina García                                                                        |                       |                                                                                  |
| 1948 | Murcja                     | Francisco José Pérez Pérez                                                                   |                       |                                                                                  |
| 1949 | Albacete                   | Antonio Medina García                                                                        |                       |                                                                                  |
| 1950 | San Sebastián              | Arturo Pomar Salamanca                                                                       | Madryt                | Gloria Velat                                                                     |
| 1951 | Barcelona                  | Román Torán Albero                                                                           | Walencja              | Sofía Ruiz                                                                       |
| 1952 | Gijón                      | Antonio Medina García                                                                        |                       |                                                                                  |
| 1953 | Galicia                    | Román Torán Albero                                                                           | Barcelona             | Pilar Cifuentes                                                                  |
| 1954 | Tarragona                  | Francisco José Pérez Pérez                                                                   |                       |                                                                                  |
| 1955 | Alcoy                      | Jesús Díez del Corral                                                                        | Walencja              | Pilar Cifuentes                                                                  |
| 1956 | Barcelona                  | Jaime Lladó Lumbera                                                                          |                       |                                                                                  |
| 1957 | Saragossa                  | Arturo Pomar Salamanca                                                                       | Madryt                | María Luisa Gutierrez                                                            |
| 1958 | Walencja                   | Arturo Pomar Salamanca                                                                       |                       |                                                                                  |
| 1959 | Teneryfa                   | Arturo Pomar Salamanca                                                                       | Barcelona             | María Luisa Gutierrez                                                            |
| 1960 | Lugo                       | Francisco José Pérez Pérez                                                                   |                       |                                                                                  |
| 1961 | Grenada                    | Jaime Lladó Lumbera                                                                          | Barcelona             | Pepita Ferrer Lucas                                                              |
| 1962 | Malaga                     | Arturo Pomar Salamanca                                                                       |                       |                                                                                  |
| 1963 | Kadyks                     | Antonio Medina García                                                                        | Madryt                | Pepita Ferrer Lucas                                                              |
| 1964 | Las Palmas                 | Antonio Medina García                                                                        |                       |                                                                                  |
| 1965 | Sewilla                    | Jesús Díez del Corral                                                                        | Arenys de Mar         | María Luisa Gutierrez                                                            |
| 1966 | Almería                    | Arturo Pomar Salamanca                                                                       |                       |                                                                                  |
| 1967 | Palma de Mallorca          | Ángel Fernández García                                                                       | Arenys de Mar         | María Luisa Gutierrez                                                            |
| 1968 | Reus                       | Fernando Visier Segovia                                                                      |                       |                                                                                  |
| 1969 | Navalmoral                 | Juan Manuel Bellón López                                                                     | Santander             | Pepita Ferrer Lucas                                                              |
| 1970 | Llaranes                   | Ernesto Palacios de Prida                                                                    |                       |                                                                                  |
| 1971 | Gijón                      | Juan Manuel Bellón López                                                                     | Candás                | Pepita Ferrer Lucas                                                              |
| 1972 | Salamanka                  | Fernando Visier Segovia                                                                      | Vigo                  | Pepita Ferrer Lucas                                                              |
| 1973 | Teneryfa                   | Francisco Javier Sanz                                                                        | Gijón                 | Pepita Ferrer Lucas                                                              |
| 1974 | Walencja                   | Juan Manuel Bellón López                                                                     | Saragossa             | Pepita Ferrer Lucas                                                              |
| 1975 | Benidorm                   | José Miguel Fraguela Gil                                                                     | Sewilla               | Nieves García Vicente                                                            |
| 1976 | Ceuta                      | Ángel Martín González                                                                        | Alicante              | Pepita Ferrer Lucas                                                              |
| 1977 | Can Picafort               | Juan Manuel Bellón López                                                                     | Zamora                | Nieves García Vicente                                                            |
| 1978 | La Toja                    | Manuel Rivas Pastor                                                                          | La Toja               | Nieves García Vicente                                                            |
| 1979 | Torrevieja                 | Manuel Rivas Pastor                                                                          | Vic                   | Julia Gallego                                                                    |
| 1980 | Lleida                     | Juan Mario Gómez Esteban                                                                     | Reus                  | María del Pino García Padrón                                                     |
| 1981 | Sewilla                    | Manuel Rivas Pastor                                                                          | Nerja                 | Nieves García Vicente                                                            |
| 1982 | Kartagena                  | Juan Manuel Bellón López                                                                     | Kordoba               | Nieves García Vicente                                                            |
| 1983 | Las Palmas                 | José García Padrón                                                                           | Lleida                | María del Pino García Padrón                                                     |
| 1984 | Barcelona                  | Ángel Martín González                                                                        | La Roda               | Nieves García Vicente                                                            |
| 1985 | Huesca                     | Jesús María de la Villa García                                                               | Logroño               | María Luisa Cuevas Rodríguez                                                     |
| 1986 | La Roda                    | Ángel Martín González                                                                        | Benidorm              | María Luisa Cuevas Rodríguez                                                     |
| 1987 | Salou                      | Alfonso Romero Holmes                                                                        | Bilbao                | María Luisa Cuevas Rodríguez                                                     |
| 1988 | Alcanar                    | Jesús María de la Villa García                                                               | Coria del Río         | María Luisa Cuevas Rodríguez                                                     |
| 1989 | Almería                    | José Luis Fernández García                                                                   | Alicante              | María Luisa Cuevas Rodríguez                                                     |
| 1990 | Linares                    | Jordi Magem Badals                                                                           | Benasque              | Beatriz Alfonso                                                                  |
| 1991 | Lleida                     | Manuel Rivas Pastor                                                                          | Llanes                | María Luisa Cuevas Rodríguez                                                     |
| 1992 | Madryt                     | Juan Mario Gómez Esteban                                                                     | San Fernando          | Nieves García Vicente                                                            |
| 1993 | Linares-Bilbao             | Lluís Comas Fabregó                                                                          | Walencja              | Nieves García Vicente                                                            |
| 1994 | Cañete                     | Sergio Cacho Reigadas                                                                        | Sant Feliu de Guixols | María Luisa Cuevas Rodríguez                                                     |
| 1995 | Matalascañas               | Miguel Illescas Córdoba                                                                      | Vitoria               | Mónica Vilar                                                                     |
| 1996 | Zamora                     | Sergio Estremera Paños                                                                       | Vitoria               | Nieves García Vicente                                                            |
| 1997 | Torrevieja                 | Pablo San Segundo Carrillo                                                                   | Empuria-Brava         | Mónica Calzetta Ruiz                                                             |
| 1998 | Linares                    | Miguel Illescas Córdoba                                                                      | Vera                  | Nieves García Vicente                                                            |
| 1999 | Palencia                   | Miguel Illescas Córdoba                                                                      | Vera                  | Silvia Timón                                                                     |
| 2000 | Manresa                    | Ángel Martín González                                                                        | La Roda               | Mónica Calzetta Ruiz                                                             |
| 2001 | Manacor                    | Miguel Illescas Córdoba                                                                      | Vera                  | Yudania Hernández                                                                |
| 2002 | Ayamonte                   | Aleksiej Szyrow                                                                              | Ayamonte              | Mónica Calzetta Ruiz                                                             |
| 2003 | Burgos                     | Óscar de la Riva Aguado                                                                      | Burgos                | Nieves García Vicente                                                            |
| 2004 | Sewilla                    | Miguel Illescas Córdoba                                                                      | Sewilla               | Mónica Calzetta Ruiz                                                             |
| 2005 | Lorca                      | 1. Miguel Illescas Córdoba 2. Josep Manuel López Martínez 3. Manuel Pérez Candelario         | Lorca                 | 1. Mónica Calzetta Ruiz                                                          |
| 2006 | León                       | 1. Francisco Vallejo Pons 2. Salvador Gabriel Del Río Angelis 3. Juan Mario Gómez            | Salou                 | 1. Patricia Llaneza Vega 2. Paloma Gutierrez Castillo 3. Dafnae Trujillo Delgado |
| 2007 | Ayamonte                   | 1. Miguel Illescas Córdoba 2. Josep Manuel López Martínez 3. Ibragim Chamrakułow             | Socuéllamos           | 1. Mónica Calzetta Ruiz 2. Nieves García Vicente 3. Iria Ares Campo              |
| 2008 | Ceuta                      | 1. David Lariño Nieto 2. Julen Luís Arizmendi Martínez 3. Jose Carlos Ibarra Jerez           | Novetlé               | 1. Sabrina Vega Gutiérrez 2. Natalia Pares Vives 3. Graciela Redondo Arguelles   |
| 2009 | Palma de Mallorca          | 1. Francisco Vallejo Pons 2. Josep Manuel López Martínez 3. Salvador Gabriel Del Río Angelis | Almansa               | 1. Mónica Calzetta Ruiz 2. Paloma Gutierrez Castillo 3. Belinda Vega Gutierrez   |
| 2010 | Teneryfa                   | 1. Miguel Illescas Córdoba 2. Francisco Vallejo Pons 3. Javier Moreno Luis                   | Huelva                | 1. Lucía Pascual Palomo 2. Verónica Salido Polo 3. Nieves García Vicente         |
| 2011 | Minorka                    | 1. Alvar Alonso Rosell 2. Miguel Illescas Córdoba 3. Olga Aleksandrowa                       | Padrón                | 1. Yudania Hernández 2. Sabrina Vega Gutiérrez 3. Laura Collado Barbas           |
| 2012 | San Agustín                | 1. Julen Luís Arizmendi Martínez 2. Miguel Muñoz Pantoja 3. Oleg Korniejew                   | Salobreña             | 1. Sabrina Vega Gutiérrez 2. Anabel Guadamuro Torrente 3. Nieves García Vicente  |
| 2013 | Linares                    | 1. Iván Salgado López 2. Miguel Illescas Córdoba 3. Julen Luís Arizmendi Martínez            | Linares               | 1. Olga Aleksandrowa 2. Mónica Calzetta Ruiz 3. Ana Matnadze                     |
| 2014 | Linares                    | Francisco Vallejo Pons                                                                       | Linares               | Olga AlexandroWa                                                                 |
| 2015 | Linares                    | Francisco Vallejo Pons                                                                       | Linares               | Sabrina Vega Gutierrez                                                           |
| 2016 | Linares                    | Francisco Vallejo Pons                                                                       | Linares               | Ana Matnadze                                                                     |
| 2017 | Las Palmas de Gran Canaria | Ivan Salgado Lopez                                                                           | Linares               | Sabrina Vega Gutierrez                                                           |
| 2018 | Linares                    | Salvador Gabriel del Rio de Angelis                                                          | Linares               | Sabrina Vega Gutiérrez                                                           |
| 2019 | Marbella                   | Alexei Shirov                                                                                | Marbella              | Sabrina Vega Gutierrez                                                           |
| 2020 | Linares                    | David Anton Guijarro                                                                         | Marbella              | Sabrina Vega Gutierrez                                                           |
| 2021 | Linares                    | Eduardo Patricio Iturrizaga Bonelli                                                          | Linares               | Sabrina Vega Gutierrez                                                           |
| 2022 | Linares                    | Eduardo Patricio Iturrizaga Bonelli                                                          | Linares               | Marta Garcia Martin                                                              |
| 2023 | Marbella                   | Eduardo Patricio Iturrizaga Bonelli                                                          | Marbella              | Sara Khadem                                                                      |

## Mistrzostwa Hiszpanii w szachach korespondencyjnych[18]
| #      | Lata      | Mistrz                                        |
| ------ | --------- | --------------------------------------------- |
| I      | 1948-1951 | Santiago Martinez Modete                      |
| II     | 1956-1958 | Miguel Albareda Creus                         |
| III    | 1963-1965 | Esteban Barrababe Menal                       |
| IV     | 1964-1966 | Jordi Werner Serrat                           |
| V      | 1965-1967 | Melchor Subirá Prat                           |
| VI     | 1966-1968 | Esteban Barrababe Menal                       |
| VII    | 1967-1969 | Jordi Werner Serrat                           |
| VIII   | 1968-1970 | Esteban Barrababe Menal - Felipe Moreno Ramos |
| IX     | 1971-1973 | Francisco Ballbe Anglada                      |
| X      | 1972-1974 | Ernesto Palacios de la Prida                  |
| XI     | 1973-1976 | Rosendo Planas Ferret                         |
| XII    | 1975-1977 | Rosendo Planas Ferret                         |
| XIII   | 1973-1975 | Felipe Moreno Ramos                           |
| XIV    | 1976-1978 | Enrique Pascual Gras                          |
| XV     | 1978-1981 | Josep Garriga Nualart                         |
| XVI    | 1980-1982 | Santiago Bonay Toscas                         |
| XVII   | 1983-1986 | Josep Garriga Nualart                         |
| XVIII  | 1986-1992 | Josep Pons Ribot                              |
| XIX    | 1991-1994 | Ricardo Montecatine Rios                      |
| XX     | 1995-1999 | Ramon Garcia Orenes                           |
| XXI    | 2000-2003 | Pedro Drake Diez de Rivera                    |
| XXII   | 2003-2006 | Josep Mercadal Benejam                        |
| XXIII  | 2003-2005 | Francisco Muñoz Moreno                        |
| XXIV   | 2005-2007 | Ignacio Santos Crespo                         |
| XXV    | 2007-2009 | Javier Asturiano Molina                       |
| XXVI   | 2009-2011 | Javier Asturiano Molina                       |
| XXVII  | 2011-2013 | Francisco Velilla Velasco                     |
| XXVIII | 2013-2015 | Eduardo Mirás Garcia                          |
| XXIX   | 2015-2017 | Francisco Tarrio Ocaña                        |
| XXX    | 2017-2019 | Juan Aguilar Garcia                           |
| XXXI   | 2019-2021 | Alberto Perez Lopez                           |
| XXXII  | 2021-2023 | Francisco Burgos Garbin                       |